# Delftia lacustris
Delftia lacustris es una especie de bacteria gramnegativa del género Delftia. Fue descrita en el año 2009. Su etimología hace referencia a lago. Es aerobia y móvil. Tiene un tamaño de 0,7 μm de ancho por 2,3 μm de largo. Temperatura de crecimiento entre 3-37 °C, óptima de 25 °C. Se ha aislado de aguas de un lago en Dinamarca.
Parece que puede ser causante de infecciones en humanos. Se ha aislado de hemocultivos y fluidos biliares de pacientes con varias enfermedades. También se han notificado casos de queratitis. Por lo general, es resistente a aminoglucósidos.
Por otro lado, se ha estudiado su uso para combatir infecciones fúngicas en vegetales, así como su uso en biorremediación para la limpieza de grafitis y de suelos contaminados con endosulfán.